# Čertoryje (Lažany)

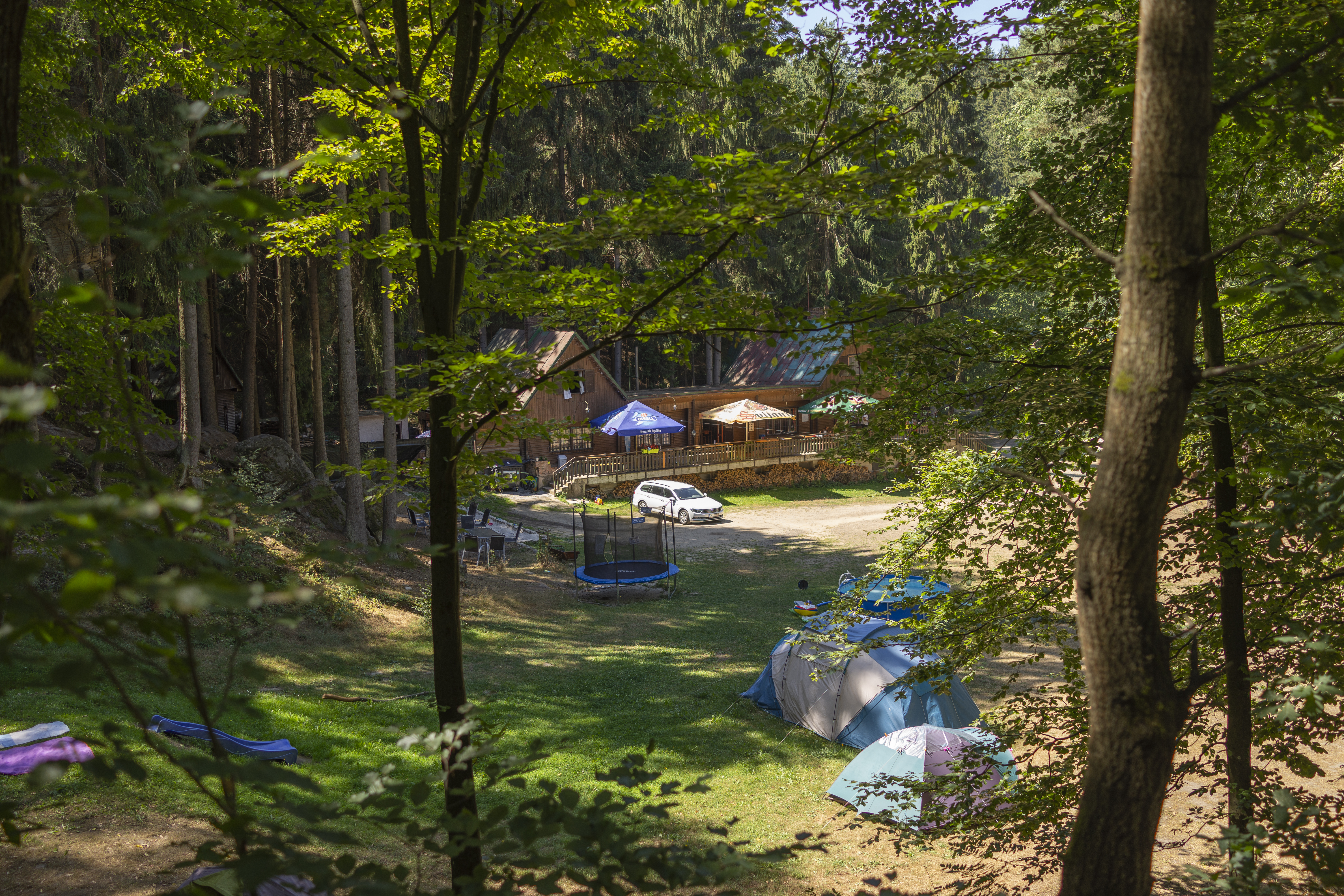

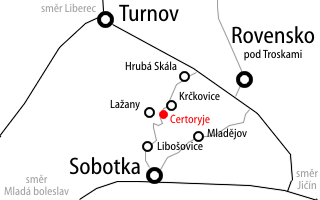
Orientační mapka Českého ráje

Čertoryje je kempová osada v prostředí CHKO Český ráj, mezi obcemi Krčkovice (1 km JJZ) a Lažany. Nachází se kolem asfaltové silnice v serpentínách směrem z Hrubé Skály přes Krčkovice do Lažan.
Osada je známá především jako centrum letních táborů pro děti a také visuté lanové dráze, které se říká Gate to Hell.